# Great (entreprise)
Pour les articles homonymes, voir Great.
Great Co. Ltd (グレイト) était une société de jeux vidéo basée à Osaka au Japon.
La société disposait d'une branche à Hiroshima appelée Communication Group Plum qui faisait aussi l'activité d'édition du groupe.
La société a fermé à la fin des années 1990.

## Production
- Série Wrestle Angels